# 佐伯深雪
佐伯 深雪（さえき みゆき、1984年6月28日 - ）は日本のグラビアアイドル。
趣味はマッサージ、エステ、ゲーム、コスプレ。特技は現在の気温をあてること、ピアノ、フィギュアスケート。

## 出演

### 雑誌
- Bejean
- 本当にデカップ
- ゲーマガ
- TOKYO1週間

### テレビCM
- じゃらん（リクルート）
- kannivalism（エイベックス）「モノクローム」スポットCM

### TV
- 栞と紙魚子の怪奇事件簿
- ためしてガッテン
- 真王 アイドルバトルサバイバル
- パチロット情報局
- ダウンタウンのガキの使いやあらへんで!!
- 朝までたけし軍団　2009新春
- バンビーノ!
- いつみても波乱万丈 青田典子編
- ハゲタカ
- 警視庁捜査一課9係
- 孤独の賭け〜愛しき人よ〜

### イメージガール
- アルテイル
- 築地場外市場イメージギャル
- 格闘王国ラウンドガール

### レースクイーン
- TOKYO AUTO SALON
- 茂原サーキットRQ「茂原エンジェル」

### 映画
- パッチギ! LOVE&PEACE

### 舞台
- GUNS -All or Nothing-

### VP
- 大日本スクリーン企業VP

### 携帯サイト
- docomo、au、softbank公式サイト 週刊プレイボーイ携帯サイト「WPB-net」
- DoCoMo、au携帯TV「Qlick.TV」「Qnight」レギュラーレポーター・MC
- docomo、au公式サイト 「本当にデカップ」
- docomo、au、Yahoo!携帯　「まるごとコスチューム」

### Web
- GyaOジョッキー
- YAHOO!動画「GOGO着セクシー」
- ZAKZAK「ZAK THE QUEEN」
- あっ!とおどろく放送局「メイドステーション」準レギュラー
- so-net:アット・ガール
- ゲッチャTV
- アルテイル わくわくラジオ　第3回　ゲスト

## 作品

### DVD
- OH〜YES!（GLAMOROUS CANDY、2008年）
- グラドルバトル　女戦闘員バトル〜闘いに散る少女達〜（ZENピクチャーズ、2009年）
- GIRLS TRAIN 動画付写真集 No.062 佐伯深雪（シーズファクトリー、2009年）
- 脱線クルーinオートサロン2008（三栄書房、2008年）
- 美巨乳アイドルたちの全力ビキニ坂1

### シングルCD
1. the temporary joy（フリークエンターテインメント、2008年）